# Theodor Wüsten
Theodor Wüsten (1906–1959) war ein deutscher Keramiker und kunsthandwerklicher Schmuckgestalter.

## Leben und Werk
Theodor Wüsten war der Sohn des Evangelisten Ewald Wüsten und der jüngere Bruder des Künstlers und Schriftstellers Johannes Wüsten. Er arbeitete bei Walter Rhaue in Görlitz, bei dem er eine erste Ausbildung als Keramiker bekam. Mit Dorothea Köppen gründete er die Seidenberger Fayence-Manufaktur Görlitz, Bellermann & Wüsten, die am 15. August 1924 in das Görlitzer Handelsregister eingetragen wurde und bis 1925 bestand. Diese stellte unter anderem Kachelöfen und Kamine mit Bild- und plastischem Schmuck, Schüsseln, Wandteller, Vasen, Leuchter, Krüge, Tafelservice, Bildkacheln und keramische Plastik her.
Von 1925 bis 1931 studierte Wüsten an den Vereinigten Staatsschulen für freie und angewandte Kunst in Berlin-Charlottenburg. Danach ging er in den Iran und wurde technischer und künstlerischer Leiter eines großen kunstgewerblichen Unternehmens in Isfahan. Er kam dann zurück nach Görlitz und gründete eine Werkstatt für kunsthandwerkliche Email-Arbeiten. Wüsten, der auch Spack genannt wurde, wurde ein „international gefeierten Meister der modernen Emailkunst.“ Für die Schmuckgestaltung nutzte Wüsten insbesondere die Zellenschmelz-Technik (Cloisonné).
Das Adressbuch verzeichnete Wüsten erstmalig 1936/1937 als Kunsthandwerker im Mühlweg 13 und unter anderem 1941 als „Kunsthandwerker (Emailmaler)“ in der Theodor-Körner-Straße 6 und 1950 als Kunstmaler in der Holteistraße 8.

## Museen und öffentliche Sammlungen mit Werken Wüstens (unvollständig)
- Bautzen: Museum Bautzen
- Chemnitz: Kunstsammlungen am Theaterplatz
- Görlitz: Kulturhistorisches Museum Görlitz
- Karlsruhe: Badisches Landesmuseum
- Pforzheim: Schmuckmuseum

## Von Wüsten gefertigter Schmuck (Auswahl)
- Gliederreif und Schmuckanhänger (Zellenschmelz; Kunstsammlungen Görlitz)[3]
- Anhänger (um 1930, mehrfarbiges Matt-Email, Zellenschmelz; Fassung und Anhängeröse Silber)[4]
- Ring (um 1938, mehrfarbiges Matt-Email, Zellenschmelz, Fassung und Reif in Silber)[5]